# Creeting St Mary
Creeting St Mary est un village et une paroisse civile du Suffolk, en Angleterre.